# Moldanubische Zone

De belangrijkste Hercynische structuren en zones in de Europese korst.

De Moldanubische Zone (genoemd naar de rivieren Moldau en Donau) is een tektonische zone in de geologische opbouw van Europa, die werd gevormd tijdens de Hercynische of Varistische orogenese (tussen 400 en 300 miljoen jaar geleden, in het Devoon en Carboon). De Moldanubische Zone dagzoomt in het Boheems Massief en het zuidelijk deel van het Zwarte Woud en de Vogezen. Deze zone bevat de gesteenten met de hoogste graad van Hercynische metamorfose in Europa.
De Moldanubische Zone werd voor het eerst genoemd door de Duitse geoloog Franz Kossmat in 1927, in diens indeling van metamorfe terreinen in het Boheems Massief. De zone grenst in het noordwesten aan de Saxothuringische Zone. Het contact tussen de twee zones is een overschuiving waar de Moldanubische over de Saxothuringische Zone is geschoven tijdens de Hercynische orogenese. In het oosten werd de Moldanubische Zone over de Moravo-Silesische Zone geschoven. Dit contact loopt ongeveer over de lijn Znojmo-Ostrava.

## Geologie
De Modanubische Zone van het Boheems Massief kan in twee terreinen verdeeld worden:
- De Teplá-Barrandische Zone (ook wel Teplá-Barrandicum of Bohemicum);
- De Moldanubische Zone senso stricto (ook wel Moldanubicum). Dit is een opeenvolging van kristallijne dekbladen waarin honderden kilometers grote granitoidische intrusies voorkomen.

### Moldanubicum
Het Moldanubicum of de Moldanubische Zone sensu stricto bestaat uit hooggradig metamorfe gesteenten. De ouderdom van de protolieten is waarschijnlijk Proterozoisch, maar verder is over hun oorsprong weinig bekend.
De tectonostratigrafie van de Moldanubian Zone sensu stricto bestaat uit drie over elkaar geschoven eenheden:
- Het Gföhlcomplex, een dekbladstapeling met een zuidwestelijke vergentie, bestaande uit zeer diverse typen gesteenten. Al deze gesteenten hebben gemeen dat ze tijdens de Hercynische Orogenese aan hooggradige metamorfose blootstonden (amfibolietfacies, granulietfacies en lokaal eclogietfacies) gesteenten, zowel meta-sedimenten als orthogneis. Aan de basis komen amfibolieten met Vroeg-Paleozoïsche kristallisatie-ouderdommen voor, oorspronkelijk mafische stollingsgesteenten. Typisch voor het Gföhlcomplex is de Gföhl-Gneis, een orthogneis die oorspronkelijk een Ordovicische granitoide intrusie vormde. Deze meta-stollingsgesteenten worden afgewisseld met marmers (gemetamorfoseerde kalksteen, oorspronkelijk een sedimentair gesteente). Er komen ook peridotietlenzen voor.
- Het Drosendorfcomplex, dat door het Gföhlcomplex werd overschoven, is een eenheid die bestaat uit een Proterozoische kristallijne sokkel bedekt met diverse Vroeg-Paleozoïsche sedimenten (de zogenaamde "Bunte Serie" of "Variegated Series"). Deze eenheid bevat ook orthogneis met een Proterozoïsche kristallisatie-ouderdom (Svelik-Gneis en Dobra-Gneiss)[2] Intern komen overschuivingen met een zuidelijke vergentie voor.[3]
- Het Ostrongcomplex of de "Monotonous Series" vormt de onderste eenheid van de Moldanubische Zone. Deze eenheid bestaat uit gesteenten die onder hogetemperatuur-lagedrukmetamorfose werden gemetamorfoseerd. Het zijn oorspronkelijk zowel stollings- (orthogneis en amfiboliet) als sedimentaire (paragneis) gesteenten. Er komen ook eclogietlenzen voor die door granulietmetamorfose werden overprint.

### Intrusies
De tektonische eenheden en hun contacten worden afgesneden door grote batholieten, die voornamelijk gevormd werden aan het begin van de Varistische Orogenese. De grootste zijn de Zuid-Boheemse Batholiet en de Centraal-Boheemse Batholiet.

## Tektonische geschiedenis
De Moldanubische Zone wordt gezien als de onderkorst van het microcontinent Cadomia of Armorica. Dit is een klein stuk continentale korst dat tussen de grotere continenten Euramerika (in het noorden) en Gondwana (in het zuiden) in lag en bij de Hercynische Orogenese tussen de twee in gedrukt werd. Een ander stuk Cadomia wordt teruggevonden in het Armoricaans Massief in het westen van Frankrijk. De precieze aard van het microcontinent is onduidelijk en het kan zijn dat er in het vroege Paleozoïcum verschillende kleine continenten bestonden die onafhankelijk van elkaar konden bewegen, of dat er sprake was van een "keten" van microcontinenten.